# Tengo para ti
«Tengo para ti» es el duodécimo sencillo de la cantante Chenoa y segundo de su cuarto álbum Nada es igual. La canción no alcanzó mucho éxito en España debido a que se lanzó con mucha posterioridad al lanzamiento del disco pero más tarde consiguió sonar bastante en Argentina teniendo un éxito moderado allí.
El tema es un medio tiempo que va tomando intensidad donde el sonido de las guitarras toma un gran protagonismo. Se caracteriza por un sonido muy pop-rock.

## Posicionamiento
| Canción       | Pos.España | Pos.Argentina |
| Tengo para ti | #21        | #7            |
| ------------- | ---------- | ------------- |

## Videoclip
El videoclip fue rodado en Extremadura y en él se combinan imágenes de Chenoa montando a caballo y jugando con la cámara dinámica y divertida.